# Proportio tripla
Proportio tripla är ett under renässansen infört sätt att rytmisera om en melodi från jämn takt till tretakt (tripla) i en viss "proportion" (proportio) av den ursprungliga melodin. Proportio tripla ingår som andra delen i den svit som från Polen och Tyskland spridde sig till östersjöländerna på 1500-talet under namnet "Pohlnische Tantz". Denna bestod av en fördans i jämn takt och en efterdans i tretakt. Namnet på efterdansen förkortades ofta bara som "proportion" eller "tripla". Under barocken utökades denna svit med ytterligare en efterdans med namnet Serra.
I sin enklaste form skapades proportionen utifrån fördansens jämna rytm: |     | genom att dra samman de första taktdelarna till en taktdel, vanligtvis de två första: |    |. Detta bildade en ny rytm i tretakt till samma melodi för en annan dans.
Om fördansen i stället gick i tvåtakt, till exempel |   |   | bildades tretakten genom att lägga till en taktdel, vanligtvis i slutet av takten: |    |    |.
Under renässansen var idealet att proportionen skulle göras så regelbundet som möjligt. Som en reaktion på denna perfektionism blev i stället variation barockens ideal och proportion gjordes på många och friare sätt.